# Hedotettix crassipes
Hedotettix crassipes är en insektsart som beskrevs av Heinrich Hugo Karny 1915. Hedotettix crassipes ingår i släktet Hedotettix och familjen torngräshoppor. Inga underarter finns listade i Catalogue of Life.